# Guerra cambial
A Guerra cambial, também conhecida como desvalorização competitiva, é uma competição entre nações que buscam obter vantagens competitivas fazendo com que a taxa de câmbio de suas moedas caia em relação à outras moedas. Na medida que a taxa de câmbio de um país cai, as exportações são favorecias e as importações se tornam cada vez mais caras. Essas políticas econômicas costumam ser impopulares, pois além de reduzir o poder de compra dos cidadãos, podem levar a um declínio no comércio quando aplicados pos por muitos países que adotam uma estratégia semelhante, o que acaba por prejudicar todos eles.

## Origem do termo
A expressão guerra cambial foi utilizada em 2010 pelo ex-ministro da Fazenda brasileiro, Guido Mantega, quando acusava os países asiáticos, além de Estados Unidos e Europa, de subvalorizarem suas moedas deliberadamente para ter ganhos com as exportações.

## Razões que levam a desvalorização intencional
A desvalorização, com suas consequências adversas, raramente tem sido usada. De acordo com o economista Richard N. Cooper, uma desvalorização substancial é uma das políticas mais "traumáticas" que um governo pode adotar e quase sempre resultava em indignação popular e pedidos para que o governo fosse substituído. A desvalorização pode levar a uma redução no padrão de vida dos cidadãos devido a redução do seu poder de compra, tanto na aquisição de produtos importados, quanto em viagens para o exterior.  Pode também aumentar a pressão inflacionária e tornar o pagamento de juros da dívida internacional mais caro, caso elas sejam denominadas em moeda estrangeira. Pelo menos até o século 21, uma moeda forte era comumente vista como uma marca de prestígio, enquanto a desvalorização era associada a governos fracos.
Por outro lado, quando um país sofre com alto desemprego ou deseja seguir uma política de crescimento baseado no aumento das exportações, uma taxa de câmbio mais baixa pode ser vista como vantajosa. Desde o início dos anos 1980, o FMI propôs a desvalorização como uma solução potencial para as nações em desenvolvimento que gastam consistentemente mais com importações do que ganham com exportações. Um valor mais baixo para a moeda nacional aumenta o preço das importações e, ao mesmo tempo, barateia as exportações.

## Desvalorização competitiva pós 2009
De 2009 a 2011, houve um episódio de desvalorização competitiva que se tornou proeminente na imprensa em setembro de 2010, no qual estados competiram entre si depreciando sua própria moeda para ajudar sua indústria doméstica. Com a crise financeira de 2008, os setores da exportação de muitas economias emergentes experimentaram declínio nas vendas e, a partir de 2009, os governos de vários países intervieram para depreciar suas moedas. Os dois maiores protagonistas da disputa eram Estados Unidos e China. A China, contrariamente à maioria dos países onde vigora o regime de câmbio livre, mantinha um rigoroso controle sobre a cotação do yuan frente ao dólar. Os Estados Unidos, para enfrentar a recessão decorrente da crise de 2008 e a concorrência chinesa, aumentaram sua moeda em circulação, com o Fed recomprando 600 bilhões de dólares em títulos do Tesouro americano. Essa expansão monetária acarreta a desvalorização do dólar diante das outras moedas.
A guerra cambial foi a principal pauta da 5.ª reunião de cúpula do G20, em 2010, onde os líderes do G20 comprometeram-se a evitar desvalorizações competitivas de moedas e fortalecer a cooperação internacional para reduzir os desequilíbrios globais. Na reunião, os representantes brasileiros propuseram que o FMI criasse um índice para medir os desvios da taxa de câmbio em relação a uma taxa que seria a ideal, e que todos os países que manipulassem o câmbio sofressem sanções.